# Mainichi Shimbun

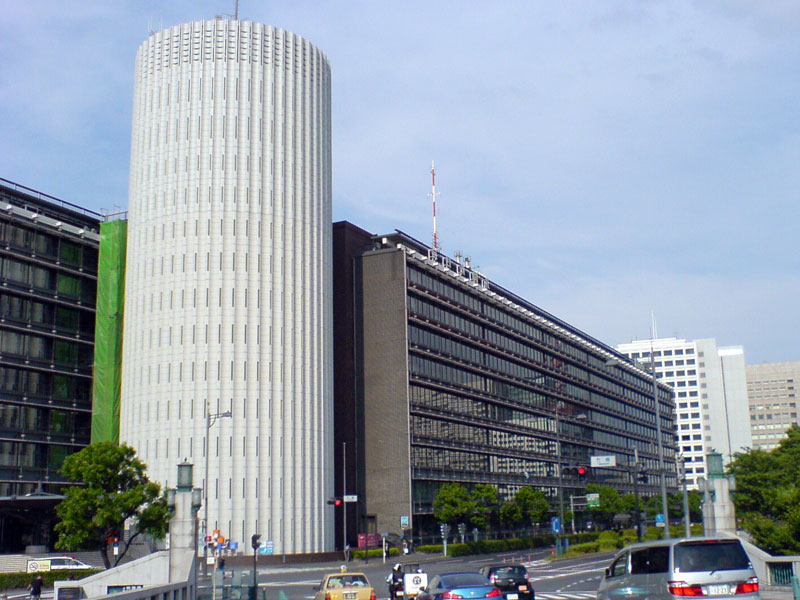
Hauptsitz der Mainichi Shimbun im 1966 von Shōji Hayashi entworfenen Palaceside Building in Tokio

Mainichi Shimbun (jap. 毎日新聞, wörtlich etwa „Tägliche Zeitung“; alternative Transkription: Mainichi Shinbun) ist eine überregionale japanische Tageszeitung mit Hauptsitz in Tokio. Sie ging 1944 aus der Vereinigung der am 21. Februar 1872 gegründeten Tōkyō Nichi Nichi Shimbun mit der 1876 gegründeten Ōsaka Mainichi Shimbun hervor und ist liberal eingestellt.
Die Mainichi Shimbun erscheint in einer Morgen- und einer Abendausgabe. Dabei erreicht sie in der Morgenausgabe eine Auflage von 1,9 Millionen und in der Abendausgabe von 0,6 Millionen Exemplaren. Sie ist damit Stand 2019 nach Yomiuri Shimbun und Asahi Shimbun die national und auch weltweit drittgrößte Tageszeitung und beschäftigt circa 1.900 Mitarbeiter. Die englischsprachige Version ihrer Website trägt den Titel The Mainichi Daily News.
Wie alle großen japanischen Tageszeitungen steht auch die Mainichi Shimbun in Kooperation mit einem Fernsehsender; hier ist es Tokyo Broadcasting System (TBS). Mit dem Mainichi Eiga Concours veranstaltet sie seit 1946 jährlich eine der wichtigsten japanischen Filmpreisverleihungen.